# Matematisk pendul
Det matematiske pendul er en simplificeret fysisk beregningsmodel for et pendul: Det består af en masseløs snor med længde {\displaystyle L}, som i den ene ende er fastgjort til et ubevægeligt punkt og i den anden ende er forsynet med et (uendeligt) lille lod. Så længe pendulet foretager små udsving, kan svingningstiden {\displaystyle T} beregnes som:
{\displaystyle T=2\pi {\sqrt {\frac {L}{g}}}}
hvor {\displaystyle g} er den lokale tyngdeacceleration; ca. 9,8 m/s² de fleste steder på Jordens overflade, og omkring 9,82 m/s² i Danmark.
Formlen gælder approksimativt, ikke eksakt, fordi den bygger på approksimationen {\displaystyle \sin \theta \approx \theta }. Dog ses det af formlen, at hverken loddets masse eller udsvingenes præcise størrelse har nogen indflydelse på svingningstiden.
Beregningsmodellen for det matematiske pendul er ikke lige velegnet til alle det virkelige livs penduler. En anden beregningsmodel, det fysiske pendul, er lidt mere kompliceret, men kan anvendes på flere praktiske penduler.

## Udledning
Loddet bliver påvirket af tyngdekraften {\displaystyle {\vec {F}}}:
{\displaystyle {\vec {F}}-mg{\hat {z}}}
hvor {\displaystyle m} er loddets masse, og {\displaystyle -{\hat {z}}} angiver, at tyngdekraften peger nedad. Kraften kan splittes op i to bidrag, hvoraf det ene trækker loddet parallelt med snoren - og derfor ikke får loddet til at svinge - mens det andet bidrag {\displaystyle F_{\perp }} virker vinkelret på snoren. Det må være givet ved tyngdekraften gange sinus til pendulets vinkel:
{\displaystyle F_{\perp }=-mg\sin \theta }
Jf. Newtons anden lov er kraft lig masse gange acceleration {\displaystyle {\ddot {x}}}. Da den rejste afstand i en cirkel blot er radius gange vinkel:
{\displaystyle \mathrm {d} x=L\mathrm {d} \theta }
Må den vinkelrette kraft være:
{\displaystyle F_{\perp }=m{\ddot {x}}=mL{\ddot {\theta }}}
Dette indsættes:
{\displaystyle mL{\ddot {\theta }}=-mg\sin \theta }
Dermed bliver bevægelsesligningen:
{\displaystyle {\ddot {\theta }}=-{\frac {g}{L}}\sin \theta }
Det ses, at vinkelaccelerationen virker modsat udsvinget, hvilket betyder, at pendulet kommer til at svinge frem og tilbage.
Denne differentialligning er dog svær at løse, men for den lille vinkel reducer sinusfunktionen til bare at være vinklen:
{\displaystyle {\ddot {\theta }}=-{\frac {g}{L}}\theta }
Løsningen til denne differentialligning kan udover en evt. fase generelt skrives som:
{\displaystyle \theta (t)=A\sin(\omega t)+B\cos(\omega t)}
hvor {\displaystyle t} er tiden, {\displaystyle A} og {\displaystyle B} er konstanter, og {\displaystyle \omega } er vinkelfrekvensen givet ved:
{\displaystyle \omega ={\sqrt {\frac {g}{L}}}}
Dermed opnås en periode på:
{\displaystyle T=2\pi {\sqrt {\frac {L}{g}}}}
Alle penduler med samme snorlængde har altså samme periode.